# Иванов, Лев Васильевич
Лев Васильевич Иванов (20 февраля (5 марта) 1915, Москва, Российская империя — 1 октября 1990, Москва, СССР) — советский актёр театра и кино. Народный артист Литовской ССР (1960), Лауреат Государственной премии Литовской ССР (1960).

## Биография
Родился 20 февраля (5 марта) 1915 года в Москве в многодетной семье.
Учился и окончил восьмилетку в 1931 году, после чего поступил в школу фабрично-заводского ученичества при первом шарикоподшипниковом заводе, а после окончания школы остался там же работать в качестве лекальщика. В 1933 году прошёл вступительные испытания в студии Камерного театра и был принят. Параллельно обучался на вечернем актёрском отделении Института повышения квалификации работников искусств при КПДИ, который окончил в 1938 году, через год после студии.
Участвовал в Великой Отечественной войне, был добровольцем. В 1945 году Иванов был переведён в московский состав Центрального театра Красной армии, где и встретил Победу. Демобилизовался в октябре этого же года.
За свою деятельность служил в таких театрах, как «Московский Художественный академический театр имени М. Горького», «МХАТ», «Вильнюсский русский драматический театр» и «Камерный театр Таирова».
Ушёл из жизни 1 октября 1990 года в Москве. Похоронен на Бабушкинском кладбище.

## Фильмография
- 1962 — Цепная реакция — Муромцев
- 1964 — Три сестры — Вершинин
- 1966 — В город пришла беда — работник министерства
- 1966 — Дикий мёд — Савичев
- 1966 — Иду искать — Богомолов
- 1966 — Коммунары — председатель губисполкома
- 1968 — Поэма о топоре — директор завода
- 1971 — Заговор — Скотт
- 1972 — Львы уходят в океан — Борисов
- 1972 — Последние — Коломийцев
- 1973 — Царская милость — участие
- 1974 — Соколово — зам. наркома иностранных дел
- 1974 — Чайка — Дорн
- 1975 — Звезда пленительного счастья — Н. Н. Раевский
- 1981 — 20 декабря — Краснов
- 1984 — Этот фантастический мир (Знак Саламандры) — профессор Фред Клемент

## Звания и награды
- Народный артист Литовской ССР (1960)[1].
- Лауреат Государственной премии Литовской ССР (1960)[1].

## Оценочные мнения
- Киновед Алексей Тремасов рассказал о том, что сегодня имя артиста Льва Иванова фактически забыто и вспоминают о нём лишь в связи с актрисой Е. Н. Ханаевой, с которой был многолетний роман. При этом никто не говорит об Иванове как о прекрасном глубоком артисте, который прошёл интересный творческий путь. Также Тремасов подметил, что Лев Васильевич был интересным, разносторонним актёром[1].